# The Bonzo Dog Band
The Bonzo Dog Band, musikgrupp bildad i Lewisham i London i England 1965. Gruppnamnet var i början The Bonzo Dog Doo-Dah Band, men man kortade ner det ganska snart efter bildandet. Gruppen är känd för sin blandning av galen komik och psykedelia. 
Gruppen hade en hit i sitt hemland 1968 med låten "I'm the Urban Spaceman" som producerades av Paul McCartney under pseudonymen "Apollo C. Vermouth".

## Diskografi
Album
- 1967 – Gorilla (som "Bonzo Dog Doo-Dah Band")
- 1968 – The Doughnut in Granny's Greenhouse (utgiven som Urban Spaceman i USA och Kanada) (som "Bonzo Dog Band")
- 1969 – Tadpoles (som "Bonzo Dog Band")
- 1969 – Keynsham (som "Bonzo Dog Band")
- 1972 – Let's Make Up and Be Friendly (som "Bonzo Dog Band")
- 2007 – Pour l'Amour des Chiens (som "The Bonzo Dog Doo-Dah Band")

Livealbum
- 2006 – Wrestle Poodles... And Win! (som "The Bonzo Dog Doo-Dah Band")

Singlar/EPs (urval)
- 1966 – "My Brother Makes the Noises for the Talkies" / "I'm Going to Bring a Watermelon to My Girl Tonight"
- 1966 – "Alley Oop" / "Button Up Your Overcoat"
- 1967 – "Equestrian Statue" / "The Intro And The Outro"
- 1968 – "I'm the Urban Spaceman" / "The Canyons of Your Mind"
- 1969 – "Mr. Apollo"
- 1969 – "I Want to Be with You"
- 1969 – "You Done My Brain In"
- 1992 – "No Matter Who You Vote For, The Government Always Gets In (Heigh Ho)"

Samlingsalbum (urval)
- 1969 – The Best Of The Bonzo's
- 1970 – Pop Gold

Som "Three Bonzos and a Piano"
- 2010 – Hair of the Dog
- 2012 – Bum Notes